# Sveti Filip i Jakov
Sveti Filip i Jakov (Italiaans: Santi Filippo e Giacomo) is een gemeente in de Kroatische provincie Zadar.
Sveti Filip i Jakov telt 4482 inwoners, waarvan 98% Kroaten zijn.

## Plaatsen in de gemeente
- Sv. Filip i Jakov
- Turanj
- Sv. Petar

Steden (gradovi): Zadar · Benkovac · Biograd na Moru · Nin · Obrovac · Pag

Gemeenten (općine): Bibinje · Galovac · Gračac · Jasenice · Kali · Kolan · Kukljica · Lišane Ostrovičke · Novigrad · Pakoštane · Pašman · Polača · Poličnik · Posedarje · Povljana · Preko · Privlaka · Ražanac · Sali · Stankovci · Starigrad · Sukošan · Sveti Filip i Jakov · Škabrnja · Tkon · Vir · Vrsi · Zemunik Donji